# Рајтсборо (Северна Каролина)
Рајтсборо (енгл. Wrightsboro) насељено је место без административног статуса у америчкој савезној држави Северна Каролина.

## Демографија
По попису из 2010. године број становника је 4.896, што је 400 (8,9%) становника више него 2000. године.
| Група             | 2000.         | 2010.         |
| Белци             | 2.844 (63,3%) | 2.826 (57,7%) |
| Афроамериканци    | 1.510 (33,6%) | 1.647 (33,6%) |
| Азијати           | 9 (0,2%)      | 18 (0,4%)     |
| Хиспаноамериканци | 69 (1,5%)     | 276 (5,6%)    |
| Укупно            | 4.496         | 4.896         |